# クライン・ユーベルシュタイン
クライン・ユーベルシュタイン（、1929年 - ）は、日本のSF作家・SF研究家である。大分県生まれ。ハードSF研究所の客員研究員で、主にSFに関する著作を発表している。

## 概要
ドイツ人風のこの名前はペンネームであり実際には日本人であるが、誤ってドイツ作家に分類されることも多い。著書『SF思考のすすめ』の著者紹介によれば、本名をドイツ語風にアレンジしたものとのことである。なお、ドイツ語で「klein」は「小さい」、「über」は「～より上の、超えた」、「Stein」は「石」や「宝石」の意味を持つ。
コロンビア大学経営大学院でシステム工学を専攻。本業ではシステム・ダイナミックス関係の専門書を著している一方で、ペンネームでSF小説を4作と、SF科学に関する研究書、一般向け科学解説書を発表している。
1984年の東宝映画『ゴジラ』では特別スタッフとして参加した。ゴジラの帰巣本能を利用して火山へ誘導するという展開は、ユーベルシュタインの案による。

## 著書

### SF小説
- 『緑の石』（ダイヤモンド社、1977年8月）
- 『青い紐』（ダイヤモンド社、1978年6月）
- 『赤い星』（ダイヤモンド社、1979年2月）
- 『白い影』（日刊工業新聞社ウィークエンドブックス、1979年10月）

### SF研究書
- 『SF思考のすすめ』（講談社ブルーバックス、1980年8月）
- 『ドラえもん式サイエンス・テクノロジー入門』 （創拓社バクの本、1983年6月）

石原藤夫との共著。『ドラえもん』のひみつ道具の機能を科学的に考察した本。

### 一般科学書
- 『海辺の小石』（朝日ソノラマ、1979年4月）
- 『頭脳図書館』（朝日出版社、1982年6月）
- 『パソコンはふつうの人の味方です』（ダイヤモンド社、1983年11月）
- 『ユーベルシュタインの未来予測法』（東洋経済新報社、1984年9月）